# Schwimmweltmeisterschaften 1975
| Medaillenspiegel nach 32 von 37 Entscheidungen nur Becken- und Synchronschwimmen OHNE Wasserspringen und Wasserball | Medaillenspiegel nach 32 von 37 Entscheidungen nur Becken- und Synchronschwimmen OHNE Wasserspringen und Wasserball | Medaillenspiegel nach 32 von 37 Entscheidungen nur Becken- und Synchronschwimmen OHNE Wasserspringen und Wasserball | Medaillenspiegel nach 32 von 37 Entscheidungen nur Becken- und Synchronschwimmen OHNE Wasserspringen und Wasserball | Medaillenspiegel nach 32 von 37 Entscheidungen nur Becken- und Synchronschwimmen OHNE Wasserspringen und Wasserball | Medaillenspiegel nach 32 von 37 Entscheidungen nur Becken- und Synchronschwimmen OHNE Wasserspringen und Wasserball |
| Pl. | Land | Goldmedaille | Silbermedaille | Bronzemedaille | Gesamt |
| --- | --- | --- | --- | --- | --- |
| 1 | USA | 14 | 11 | 9 | 34 |
| 2 | DDR | 11 | 7 | 6 | 24 |
| 3 | Ungarn | 3 | – | – | 3 |
| 4 | Großbritannien | 2 | 1 | 5 | 8 |
| 5 | BR Deutschland | 1 | 2 | 1 | 4 |
| 6 | Australien | 1 | 2 | – | 3 |
| 7 | Kanada | – | 4 | 2 | 6 |
| 8 | Sowjetunion | – | 2 | 3 | 5 |
| 8 | Niederlande | – | 2 | 3 | 5 |
| 10 | Japan | – | 1 | 3 | 4 |
| 11 | Italien | – | – | 1 | 1 |
| Gesamt | Gesamt | 32 | 32 | 32 | 96 |

Die 2. Schwimmweltmeisterschaften fanden vom 19. bis zum 27. Juli 1975 in der kolumbianischen Stadt Cali, Hauptstadt des Departamento Valle del Cauca, statt. Die Titelkämpfe wurden in den Piscinas Hernando Botero O'Byrne ausgetragen.

## Schwimmen Männer

### Freistil

#### 100m Freistil
| Platz | Land               | Athlet           | Zeit  |
| ----- | ------------------ | ---------------- | ----- |
| 1     | Vereinigte Staaten | Andy Coan        | 51.25 |
| 2     | Sowjetunion        | Wladimir Bure    | 51.32 |
| 3     | Vereinigte Staaten | James Montgomery | 51.44 |

#### 200m Freistil
| Platz | Land                   | Athlet         | Zeit    |
| ----- | ---------------------- | -------------- | ------- |
| 1     | Vereinigte Staaten     | Tim Shaw       | 1:51.04 |
| 2     | Vereinigte Staaten     | Bruce Furniss  | 1:51.72 |
| 3     | Vereinigtes Königreich | Brian Brinkley | 1:53.56 |

#### 400m Freistil
| Platz | Land               | Athlet        | Zeit    |
| ----- | ------------------ | ------------- | ------- |
| 1     | Vereinigte Staaten | Tim Shaw      | 3:54.88 |
| 2     | Vereinigte Staaten | Bruce Furniss | 3:57.71 |
| 3     | DDR                | Frank Pfütze  | 4:01.10 |

#### 1500m Freistil
| Platz | Land                   | Athlet        | Zeit     |
| ----- | ---------------------- | ------------- | -------- |
| 1     | Vereinigte Staaten     | Tim Shaw      | 15:28.92 |
| 2     | Vereinigte Staaten     | Brian Goodell | 15:39.00 |
| 3     | Vereinigtes Königreich | David Parker  | 15:58.21 |

### Schmetterling

#### 100m Schmetterling
| Platz | Land               | Athlet         | Zeit  |
| ----- | ------------------ | -------------- | ----- |
| 1     | Vereinigte Staaten | Greg Jagenburg | 55.63 |
| 2     | DDR                | Roger Pyttel   | 56.04 |
| 3     | Vereinigte Staaten | Bill Forrester | 56.07 |

#### 200m Schmetterling
| Platz | Land                   | Athlet         | Zeit    |
| ----- | ---------------------- | -------------- | ------- |
| 1     | Vereinigte Staaten     | Bill Forrester | 2:01.95 |
| 2     | DDR                    | Roger Pyttel   | 2:02.22 |
| 3     | Vereinigtes Königreich | Brian Brinkley | 2:02.47 |

### Rücken

#### 100m Rücken
| Platz | Land               | Athlet         | Zeit  |
| ----- | ------------------ | -------------- | ----- |
| 1     | DDR                | Roland Matthes | 58.15 |
| 2     | Vereinigte Staaten | John Murphy    | 58.34 |
| 3     | Vereinigte Staaten | Mel Nash       | 58.38 |

#### 200m Rücken
| Platz | Land               | Athlet           | Zeit    |
| ----- | ------------------ | ---------------- | ------- |
| 1     | Ungarn             | Zoltán Verrasztó | 2:05.05 |
| 2     | Australien         | Mark Tonelli     | 2:05.78 |
| 3     | Vereinigte Staaten | Paul Hove        | 2:06.49 |

### Brust

#### 100m Brust
| Platz | Land                   | Athlet           | Zeit    |
| ----- | ---------------------- | ---------------- | ------- |
| 1     | Vereinigtes Königreich | David Wilkie     | 1:04.26 |
| 2     | Japan                  | Nobutaka Taguchi | 1:05.04 |
| 3     | Vereinigtes Königreich | David Leigh      | 1:05.32 |

#### 200m Brust
| Platz | Land                   | Athlet         | Zeit    |
| ----- | ---------------------- | -------------- | ------- |
| 1     | Vereinigtes Königreich | David Wilkie   | 2:18.23 |
| 2     | Vereinigte Staaten     | Rick Colella   | 2:21.60 |
| 3     | Sowjetunion            | Nikolai Pankin | 2:21.75 |

### Lagen

#### 200m Lagen
| Platz | Land               | Athlet          | Zeit    |
| ----- | ------------------ | --------------- | ------- |
| 1     | Ungarn             | András Hargitay | 2:07.72 |
| 2     | Vereinigte Staaten | Steve Furniss   | 2:07.75 |
| 3     | Sowjetunion        | Andrei Smirnow  | 2:08.52 |

#### 400m Lagen
| Platz | Land           | Athlet               | Zeit    |
| ----- | -------------- | -------------------- | ------- |
| 1     | Ungarn         | András Hargitay      | 4:32.57 |
| 2     | Sowjetunion    | Andrei Smirnow       | 4:35.64 |
| 3     | BR Deutschland | Hans-Joachim Geisler | 4:36.40 |

### Staffel

#### Staffel 4 × 100 m Freistil
| Platz | Land               | Athleten                                                     | Zeit    |
| ----- | ------------------ | ------------------------------------------------------------ | ------- |
| 1     | Vereinigte Staaten | Bruce Furniss James Montgomery Andy Coan John Murphy         | 3:24.85 |
| 2     | BR Deutschland     | Klaus Steinbach Dirk Braunleder Kersten Meier Peter Nocke    | 3:29.55 |
| 3     | Italien            | Roberto Pangaro Paolo Barelli Claudio Zei Marcello Guarducci | 3:31.85 |

#### Staffel 4 × 200 m Freistil
| Platz | Land                   | Athleten                                                        | Zeit    |
| ----- | ---------------------- | --------------------------------------------------------------- | ------- |
| 1     | BR Deutschland         | Klaus Steinbach Werner Lampe Hans-Joachim Geisler Peter Nocke   | 7:39.44 |
| 2     | Vereinigtes Königreich | Alan McClatchey Brian Brinkley Gary Jameson Gordon Downie       | 7:42.55 |
| 3     | Sowjetunion            | Alexander Samsonow Anatoli Rybakow Wiktor Aboimow Andrei Krylow | 7:43.58 |

#### Staffel 4 × 100 m Lagen
| Platz | Land                   | Athleten                                               | Zeit    |
| ----- | ---------------------- | ------------------------------------------------------ | ------- |
| 1     | Vereinigte Staaten     | John Murphy Rick Colella Greg Jagenburg Andy Coan      | 3:49.00 |
| 2     | BR Deutschland         | Klaus Steinbach Walter Kusch Michael Kraus Peter Nocke | 3:51.85 |
| 3     | Vereinigtes Königreich | James Carter David Wilkie Brian Brinkley Gordon Downie | 3:52.80 |

## Schwimmen Frauen

### Freistil

#### 100m Freistil
| Platz | Land               | Athletin          | Zeit  |
| ----- | ------------------ | ----------------- | ----- |
| 1     | DDR                | Kornelia Ender    | 56.50 |
| 2     | Vereinigte Staaten | Shirley Babashoff | 57.81 |
| 3     | Niederlande        | Enith Brigitha    | 58.20 |

#### 200m Freistil
| Platz | Land               | Athletin          | Zeit    |
| ----- | ------------------ | ----------------- | ------- |
| 1     | Vereinigte Staaten | Shirley Babashoff | 2:02.50 |
| 2     | DDR                | Kornelia Ender    | 2:02.69 |
| 3     | Niederlande        | Enith Brigitha    | 2:03.92 |

#### 400m Freistil
| Platz | Land               | Athletin          | Zeit    |
| ----- | ------------------ | ----------------- | ------- |
| 1     | Vereinigte Staaten | Shirley Babashoff | 4:16.87 |
| 2     | Australien         | Jenny Turrall     | 4:17.88 |
| 3     | Vereinigte Staaten | Kathy Heddy       | 4:18.03 |

#### 800m Freistil
| Platz | Land               | Athletin          | Zeit    |
| ----- | ------------------ | ----------------- | ------- |
| 1     | Australien         | Jenny Turrall     | 8:44.75 |
| 2     | Vereinigte Staaten | Heather Greenwood | 8:48.88 |
| 3     | Vereinigte Staaten | Shirley Babashoff | 8:53.22 |

### Schmetterling

#### 100m Schmetterling
| Platz | Land               | Athletin         | Zeit    |
| ----- | ------------------ | ---------------- | ------- |
| 1     | DDR                | Kornelia Ender   | 1:01.24 |
| 2     | DDR                | Rosemarie Kother | 1:01.80 |
| 3     | Vereinigte Staaten | Camille Wright   | 1:02.79 |

#### 200m Schmetterling
| Platz | Land               | Athletin         | Zeit    |
| ----- | ------------------ | ---------------- | ------- |
| 1     | DDR                | Rosemarie Kother | 2:13.82 |
| 2     | Vereinigte Staaten | Valerie Lee      | 2:14.89 |
| 3     | DDR                | Gabriele Wuschek | 2:15.96 |

### Rücken

#### 100m Rücken
| Platz | Land   | Athletin       | Zeit    |
| ----- | ------ | -------------- | ------- |
| 1     | DDR    | Ulrike Richter | 1:03.30 |
| 2     | DDR    | Birgit Treiber | 1:04.34 |
| 3     | Kanada | Nancy Garapick | 1:04.73 |

#### 200m Rücken
| Platz | Land   | Athletin       | Zeit    |
| ----- | ------ | -------------- | ------- |
| 1     | DDR    | Birgit Treiber | 2:15.46 |
| 2     | Kanada | Nancy Garapick | 2:16.09 |
| 3     | DDR    | Ulrike Richter | 2:18.76 |

### Brust

#### 100m Brust
| Platz | Land               | Athletin        | Zeit    |
| ----- | ------------------ | --------------- | ------- |
| 1     | DDR                | Hannelore Anke  | 1:12.72 |
| 2     | Niederlande        | Wijda Mazereeuw | 1:14.29 |
| 3     | Vereinigte Staaten | Marcia Morey    | 1:15.00 |

#### 200m Brust
| Platz | Land        | Athletin        | Zeit    |
| ----- | ----------- | --------------- | ------- |
| 1     | DDR         | Hannelore Anke  | 2:37.25 |
| 2     | Niederlande | Wijda Mazereeuw | 2:37.50 |
| 3     | DDR         | Karla Linke     | 2:38.28 |

### Lagen

#### 200m Lagen
| Platz | Land               | Athletin      | Zeit    |
| ----- | ------------------ | ------------- | ------- |
| 1     | Vereinigte Staaten | Kathy Heddy   | 2:19.80 |
| 2     | DDR                | Ulrike Tauber | 2:20.40 |
| 3     | DDR                | Angela Franke | 2:20.81 |

#### 400m Lagen
| Platz | Land               | Athletin      | Zeit    |
| ----- | ------------------ | ------------- | ------- |
| 1     | DDR                | Ulrike Tauber | 4:52.76 |
| 2     | DDR                | Karla Linke   | 4:57.83 |
| 3     | Vereinigte Staaten | Kathy Heddy   | 5:00.46 |

### Staffel

#### Staffel 4 × 100 m Freistil
| Platz | Land               | Athleten                                                  | Zeit    |
| ----- | ------------------ | --------------------------------------------------------- | ------- |
| 1     | DDR                | Kornelia Ender Claudia Hempel Barbara Krause Ute Brückner | 3:49.37 |
| 2     | Vereinigte Staaten | Kathy Heddy Karen Reeser Kelley Rowell Shirley Babashoff  | 3:50.74 |
| 3     | Kanada             | Gail Amundrud Jill Quirk Becky Smith Anne Jardin          | 3:53.37 |

#### Staffel 4 × 100 m Lagen
| Platz | Land               | Athleten                                                      | Zeit    |
| ----- | ------------------ | ------------------------------------------------------------- | ------- |
| 1     | DDR                | Ulrike Richter Hannelore Anke Rosemarie Kother Kornelia Ender | 4:14.74 |
| 2     | Vereinigte Staaten | Linda Jezek Marcia Morey Camille Wright Shirley Babashoff     | 4:20.47 |
| 3     | Niederlande        | Paula van Eyck Wijda Mazereeuw José Damen Enith Brigitha      | 4:21.45 |

## Synchronschwimmen

### Solo
| Platz | Land | Athletin       |
| ----- | ---- | -------------- |
| 1     | USA  | Gail Buzonas   |
| 2     | CAN  | Sylvie Fortier |
| 3     | JPN  | Yasuko Unezaki |

### Duett
| Platz | Land | Athletinnen                     |
| ----- | ---- | ------------------------------- |
| 1     | USA  | Robin Curren Amanda Norish      |
| 2     | CAN  | Laura Wilkin Carol Stewart      |
| 3     | JPN  | Masako Fujiwara Yasuko Fujiwara |

### Team
| Platz | Land | Athletinnen                                                                                             |
| ----- | ---- | --- |
| 1     | USA  | Gail Buzanos Sue Baross Robin Curren Michele Barone Pamela Tyron Mary Longo Amanda Norish Linda Shelley |
| 2     | CAN  | |
| 3     | JPN  | |

## Wasserspringen
In beiden Männerwettbewerben konnten die Weltmeister von 1973 ihren Titel erfolgreich verteidigen.

### Kunstspringen Männer
| Platz | Land | Athlet                |
| ----- | ---- | --------------------- |
| 1     | USA  | Phil Boggs            |
| 2     | ITA  | Klaus Dibiasi         |
| 3     | URS  | Wjatscheslaw Strachow |

### Turmspringen Männer
| Platz | Land | Athlet            |
| ----- | ---- | ----------------- |
| 1     | ITA  | Klaus Dibiasi     |
| 2     | URS  | Nikolai Michailin |
| 3     | MEX  | Carlos Girón      |

### Kunstspringen Frauen
| Platz | Land | Athletin          |
| ----- | ---- | ----------------- |
| 1     | URS  | Irina Kalinina    |
| 2     | URS  | Tatjana Wolinkina |
| 3     | USA  | Christine Loock   |

### Turmspringen Frauen
| Platz | Land | Athletin       |
| ----- | ---- | -------------- |
| 1     | USA  | Janet Ely      |
| 2     | URS  | Irina Kalinina |
| 3     | SWE  | Ulrika Knape   |

## Wasserball
| Platz | Land | Athleten |
| ----- | ---- | --- |
| 1     | URS  | Alexei Barkalow, Alexander Drewal, Alexander Kabanow, Witali Romantschuk, Alexander Dolguschin, Sergej Gorschkow, Anatoli Klebanew, Nikolai Melnikow, Alexander Rodionow, Witali Roschkow, Alexander Sacharow |
| 2     | HUN  | |
| 3     | ITA  | |